# 亞歷山德魯·鮑爾切魯
亞歷山德魯·鮑爾切魯（羅馬尼亞語：Alexandru Bourceanu)；1985年4月24日—）是一位羅馬尼亞足球運動員，在場上的位置是防守型中場。他現在效力於羅馬尼亞足球甲級聯賽球隊布加勒斯特星足球俱樂部。